# Hard Core (álbum)
Hard Core es el primer álbum de estudio de la rapera, compositora y modelo estadounidense Lil' Kim, puesto a la venta el 12 de noviembre de 1996 a través de las compañías discográficas Undeas, Big Beat y Atlantic. Después del gran éxito que obtuvo junto a su antiguo grupo Junior M.A.F.I.A y su álbum Conspiracy, Kim comenzó a trabajar en solitario con The Notorious B.I.G como productor ejecutivo (Además participó en cuatro canciones del álbum) también colaboró con varios productores como Sean "Puff Daddy" Combs, Stevie J, David "Ski" Willis, Jermaine Dupri, entre otros. Raperos como Jay Z, Lil' Cease y Puff Daddy participaron en el álbum. La grabación para el álbum ocurrió a partir de 1995 a 1996, principalmente en el estudio The Hit Factory, situado en Nueva York.
El álbum fue notable por su tono sexual abiertamente y por la lírica de Kim la cual fue elogiada por los críticos musicales y se le considera un álbum clásico del género Hip Hop y del rap.
Sobre su lanzamiento, Hard Core debutó en la posición número 11 del Billboard 200 con 78.000 unidades vendidas en su semana debut, en el número 3 del Billboard Top R&B Albums y número 26 del Canadian Albums Chart. Hard Core ha vendido más de 5 millones de copias a nivel mundial. En los Estados Unidos, Hard Core fue certificado doble platino tras vender 2 millones de ejemplares en dicho país por la Recording Industry Association of America (RIAA).

## Antecedentes y desarrollo
Después de hacer su primera grabación en el álbum Conspiracy con Junior M.A.F.I.A., Lil' Kim se fue por otro camino y decidió grabar su primer disco como solista titulado Hard Core un título totalmente explícito que llamó la atención de los críticos y la gente al ver el atrevimiento de esta mujer. En esa época no era muy bien visto que una mujer hable de sus fantasías sexuales pero a Kim no le importó y esto la llevó a vender millones con su debut.
El álbum fue principalmente grabado en el estudio de grabación The Hit Factory en Manhattan, Nueva York.

## Sencillos
Los primeros dos sencillos de Hard Core, "No Time" fue certificado platino y llegó a la posición #18 del Billboard Hot 100. El remix de "Crush on You" fue top 10 en el Hot R&B Singles chart y llegó al #23 del Official UK Chart, y ambos llegaron al #1 del Rap Songs chart, haciendo a Lil' Kim la primera rapera en tener dos consecutivos números unos en dicha lista. El tercer single, "Not Tonight" (Remix), se convirtió en un gran éxito en 1997, alcanzó la posición #6 en el Billboard Hot 100, número #3 en el Hot R&B Singles chart, y la cima en Rap Songs chart. El sencillo también fue top 20 en las listas de éxitos de UK y número #10 en Alemania. Este sencillo es certificado platino por la RIAA. Y fue nominado en 1998 a la Academia de Grammys por Mejor Rap Performance por un Dúo o Grupo.

## Recepción
El álbum recibió la aclamación de la crítica, The Source llamó al álbum "un excelente álbum debut porque los beats y los ritmos lo están llevando, realmente son presentes", mientras la revista Rolling Stone incluyó a Hard Core en su lista de los "Álbumes esenciales de los 90's". Rolling Stone concluyó la revisión del álbum en la versión de 2004 de su revista The Rolling Stone Album Guide:

## Rendimiento comercial
Hard Core debutó en la posición #11 en USA (Billboard 200) y número #3 en el Billboard Top R&B/Hip-Hop Albums chart, vendiendo 78 000 copias en su semana debut. A pesar de no pasar otra semana dentro del top 30, el álbum fue certificadó doble platino por la Recording Industry Association of America (RIAA), y ha vendido más de 2 000 000 de copias en los Estados Unidos y hasta la fecha ha vendido más de 5 millones a nivel mundial. En Canadá, alcanzó la posición #62.

## Lista de canciones
| Hard Core |                                                                   |                |                          |          |  |
| N.º       | Título                                                            | Escritor(es)   | Productor(es)            | Duración |  |
| 1.        | «Intro in A-Minor»                                                |                |                          | 2:14     |  |
| 2.        | «Big Momma Thang» (con Jay-Z y Lil' Cease)                        | Kimberly Jones | Stretch Armstrong        | 4:17     |  |
| 3.        | «No Time» (con Puff Daddy)                                        | Jones          | Combs                    | 5:00     |  |
| 4.        | «Spend a Little Doe»                                              | Jones          | Ski                      | 5:35     |  |
| 5.        | «Take It!»                                                        |                |                          | 0:46     |  |
| 6.        | «Crush On You» (con Lil' Cease y The Notorious B.I.G.)            | Lloyd          | Andraeo "Fanatic" Heard  | 4:35     |  |
| 7.        | «Drugs» (con The Notorious B.I.G.)                                | Jones          | Hamilton                 | 4:20     |  |
| 8.        | «Scheamin'»                                                       |                |                          | 0:49     |  |
| 9.        | «Queen Bitch» (con The Notorious B.I.G.)                          | Jones          | Broady                   | 3:17     |  |
| 10.       | «Dreams»                                                          | Jones          | Prestige                 | 4:39     |  |
| 11.       | «M.A.F.I.A. Land»                                                 | Jones          | Brent "Faraoh" Toussaint | 4:37     |  |
| 12.       | «We Don't Need It» (con Junior M.A.F.I.A.)                        | Lloyd          | Minnesota                | 4:10     |  |
| 13.       | «Not Tonight» (featuring Jermaine Dupri)                          | Jones          | Dupri                    | 4:31     |  |
| 14.       | «Player Haters»                                                   |                |                          | 0:43     |  |
| 15.       | «Fuck You» (featuring Junior M.A.F.I.A. and The Notorious B.I.G.) | Jones          | The Notorious B.I.G.     | 2:53     |  |